# Acanthodoris rhodoceras
Acanthodoris rhodoceras is een slakkensoort uit de familie van de Onchidorididae. De wetenschappelijke naam van de soort werd voor het eerst geldig gepubliceerd in 1905 door Cockerell & Eliot.